# Суразький повіт (Чернігівська губернія)

Мапа повіту

Суразький повіт — адміністративно-територіальна одиниця Чернігівської губернії утворена в 1803 році. Повітове місто — Сураж.
Повіт утворено 1781 року у складі Новгород-Сіверського намісництва. У 1796 році увійшов до Малоросійської губернії (2-ого складу). 1802 року увійшов до Чернігівської губернії. 1919 року увійшов до Гомельської області РРФСР. 1921 року повітовий центр перенесено у старообрядницьку слободу Клинці й перейменовано на Клинцівський повіт. 1926 року Клинцівський повіт передано до Брянської області й 1929 року його скасовано з розподілом земель між районами.
Повіт знаходився в північно-західній частині губернії, на сході межував з Мглинським, півдні Стародубським і Новозибковським повітами Чернігівської губернії і з півночі і заходу з Могильовською губернією. З заходу на схід простягався на 90 верст (96 км), а з півночі на південь на 60 верст (64 км). Площа повіту, за Стрельбицьким, становила 3 639,5 верст², за межуванням — 3 559,3 верст² або 370 764 десятини (4 050 км²). Населених пунктів було 303.

## Адміністративний поділ
Повіт поділявся на 3 стани і 15 волостей:
| Волость        | Волосний центр   | Кількість сільських общин |
| -------------- | ---------------- | ------------------------- |
| І стан         |                  |                           |
| Лялицька       | Ляличі           | 19                        |
| Кулазька       | Кулаги           | 14                        |
| Голубівська    | Голубівка        | 18                        |
| Тулуковська    | Тулуковщина      | 14                        |
| ІІ стан        |                  |                           |
| Душатинська    | Душатин          | 28                        |
| Новодроківська | Новий Дроків     | 19                        |
| Буднянська     | Стругівська Буда | 8                         |
| Гордієвська    | Гордієвка        | 23                        |
| Уношевська     | Уношев           | 18                        |
| Заборська      | Забор'я          | 13                        |
| ІІІ стан       |                  |                           |
| Поповогірська  | Попова Гора      | 12                        |
| Верещацька     | Верещаки         | 9                         |
| Лотаківська    | Лотаки           | 23                        |
| Петровобудська | Петрова Буда     | 7                         |
| Ущерпська      | Ущерп'я          | 11                        |

та місто Сураж із передмістям та хуторами Варичев, Юрчиков.

## Населення
За працею російського військового статистика Олександра Ріттіха «Племенной состав контингентов русской армии и мужского населения Европейской России» 1875 року частка українців серед чоловіків призовного віку повіту становила 19,3 %, білорусів — 66,7 %, росіян — 9 %, євреїв — 4 %, поляків — 0,1 %, німців — 0,06 %, циган — 0,06 %.
Згідно з переписом населення Російської імперії 1897 року в повіті проживало 186 297 чоловік. З них 69,4 % — білоруси, 24,9 % — росіяни, 5,33 % — євреї. Про сфальшованість перепису каже перед усім те, що за всіма 10-ма попередніми ревізіями населення українці становили абсолютну більшість населення повіту[джерело?], зокрема за даними останньої 10-ї ревізії населення 1858 року кількість українців у повіті становила 21,0 тисяч осіб, або 19,3 %, менш спотвореними та все одно вкрай необ'єктивними були дані виглядають дані перших двох переписів населення СРСР. Так за даними Всесоюзного перепису 1926 року українці Клинцівського (раніше Суразького) повіту становили 15 837 українців, або близько 6 %. Більшість українців під час першого Всеросійського перепису зараховувалися до російськомовних. Натомість реальну кількість та співвідношення білорусів та українців у повіті на той час встановити достеменно неможливо, адже за словами відомого географа Володимира Кубійовича, населення регіону мало проміжні говори, ближчі до білоруських та українське самоусвідомлення. Так само переважна більшість прізвищ були також українськими.
Згідно з переписом 1916 р., населення повіту становило 282,6 тис.